# Mellersta Nylands välfärdsområde

Mellersta Nylands välfärdsområde.

Mellersta Nylands välfärdsområde (finska: Keski-Uudenmaan hyvinvointialue) är ett av de 21 välfärdsområdena i Finland. Välfärdsområdet grundades som en del av reformen som berör social- och hälsovården och räddningsväsendet i Finland, och det omfattar den mellersta delen av landskapet Nyland.

## Kommuner
Välfärdsområdet ansvarar för social- och hälsovård, räddningsväsendets tjänster samt elevhälsans psykolog- och kuratorstjänster från och med den 1 januari 2023 för invånarna i följande kommuner:
- Borgnäs
- Hyvinge
- Mäntsälä
- Nurmijärvi
- Träskända
- Tusby

I början av 2022 hade välfärdsområdet 202 597 invånare.

## Tjänster

### Social och hälsovård
Det finns två sjukhus i Mellersta Nylands välfärdsområde:
- Hyvinge sjukhus
- Kellokoski sjukhus

Hela området tillhör Hyvinges och Borgås sjukvårdsområden i Helsingfors och Nylands sjukvårdsdistrikt. 

### Räddningsväsendet
Mellersta Nylands välfärdsområde tillhör Mellersta Nylands räddningsverk tillsammans med Vanda och Kervo välfärdsområde.

## Beslutsfattande

### Välfärdsområdesvalet
Vid välfärdsområdesval utses välfärdsområdesfullmäktige för välfärdsområdena; dessa ansvarar för ordnandet av social- och hälsovården och räddningsväsendet från och med den 1 januari 2023. Välfärdsområdena är självstyrande och den högsta beslutanderätten utövas av välfärdsområdesfullmäktige. Välfärdsområdesval anordnas samtidigt som kommunalval.
Det första välfärdsområdesvalet skedde den 23 januari 2022.

### Välfärdsområdesfullmäktige
Välfärdsområdesfullmäktige ansvarar för välfärdsområdets verksamhet och ekonomi. Fullmäktige fattar beslut om årsbudget, godkänner bokslut och ansvarar för strategiska linjer. Det finns 69 platser i Mellersta Nylands välfärdsområdesfullmäktige.

### Mandatfördelning
| 4 | 16 | 4 | 3 | 10 | 10 |  |  | 18 |  |

| 27 | 42 |

| 5 | 18 | 6 | 3 | 6 | 10 |  | 19 |